# Morti il 5 maggio
| Questa pagina contiene informazioni ricavate automaticamente dalle voci biografiche con l'ausilio del template Bio e di un bot. L'aggiornamento è periodico e automatico e ricostruisce completamente la pagina. Se manca una persona in questa lista, sei pregato di non aggiungerla, ma accertati piuttosto che la sua voce biografica contenga il template Bio e che i dati anagrafici siano correttamente compilati. Se il template Bio manca, inseriscilo tu stesso o, in alternativa, metti l'avviso {{tmp\|Bio}} che ne segnala la mancanza. Se i dati riportati sono sbagliati, correggi direttamente la voce biografica; le modifiche saranno visibili in questa lista entro pochi giorni. Per chiarimenti vedi il progetto biografie. La lista contiene solo le 534 persone che sono citate nell'enciclopedia e per le quali è stato implementato correttamente il template Bio. Pagina aggiornata al 5 ago 2025. |

## III secolo(1)
- 296 - San Lanno, militare romano

## IV secolo(1)
- 311 - Galerio, imperatore e militare romano

## V secolo(1)
- 449 - Ilario di Arles, monaco cristiano e vescovo francese (n. 401)

## VIII secolo(2)
- 702 - Mauronto di Douai, abate e santo franco (n. 634)
- 795 - Enrico dell'Alto Rheingau, nobile tedesco (n. 740)

## XII secolo(3)
- 1137 - Asser Thorkilsson, arcivescovo cattolico danese (n. 1055)
- 1194 - Casimiro II di Polonia, sovrano polacco (n. 1138)
- 1198 - Sofia di Minsk, sovrana russa

## XIII secolo(5)
- 1220 - Angelo da Gerusalemme, religioso (n. 1185)
- 1237 - Fujiwara no Ietaka, poeta giapponese (n. 1158)
- 1243 - Hubert de Burgh, nobile inglese
- 1269 - Benvenuto Mareni da Recanati, religioso italiano
- 1295 - Konrad von Mandern, tedesco

## XIV secolo(5)
- 1306 - Costantino Paleologo, principe e generale bizantino (n. 1261)
- 1309 - Carlo II di Napoli, sovrano (n. 1254)
- 1316 - Elisabetta d'Inghilterra, contessa (n. 1282)
- 1375 - Giovanni di Hildesheim, monaco cristiano e teologo tedesco
- 1377 - Matilde di Lancaster, nobile e religiosa britannica

## XV secolo(5)
- 1432 - Francesco Bussone, nobile e militare italiano (n. 1380)
- 1470 - Lucio di Savoia, religioso italiano
- 1476 - Bartolomeo Roverella, cardinale italiano (n. 1406)
- 1497 - Bernhard von Breidenbach, presbitero e diplomatico tedesco
- 1497 - Toki Shigeyori, militare giapponese (n. 1442)

## XVI secolo(13)
- 1525 - Federico il Saggio, nobile (n. 1463)
- 1529 - Paolo Emili, umanista e storico italiano
- 1530 - Amico da Venafro, condottiero italiano
- 1553 - Erasmus Alberus, umanista, teologo e poeta tedesco
- 1556 - William Stafford, militare inglese (n. 1508)
- 1565 - Munjeong di Joseon, regina coreana (n. 1501)
- 1572 - Margaret Erskine, britannica
- 1582 - Carlotta di Borbone-Montpensier, principessa
- 1586 - Henry Sidney, politico inglese (n. 1529)
- 1587 - Giovanni Francesco Gambara, cardinale italiano (n. 1533)
- 1588 - Giorgio Biandrata, medico italiano (n. 1516)
- 1591 - Mateo Vázquez de Leca, presbitero e politico spagnolo
- 1592 - Lorenzo Bernardo, ambasciatore italiano (n. 1534)

## XVII secolo(16)
- 1605 - Shah Begum, principessa indiana (n. 1570)
- 1606 - Alvise Belegno, politico, avvocato e letterato italiano (n. 1539)
- 1612 - Leonardo I de Tassis, nobile (n. 1522)
- 1622 - Álvaro III del Congo, re (n. 1595)
- 1623 - Philip Rosseter, compositore, liutista e impresario teatrale inglese (n. 1567)
- 1632 - William Bedwell, religioso, arabista e traduttore inglese (n. 1561)
- 1632 - Luís de Sousa, scrittore portoghese (n. 1555)
- 1640 - François d'Arbaud de Porchères, poeta francese (n. 1590)
- 1652 - Michel Le Nobletz, religioso e missionario francese (n. 1577)
- 1664 - Giovanni Benedetto Castiglione, pittore e incisore italiano (n. 1609)
- 1670 - François-Annibal d'Estrées, militare e diplomatico francese (n. 1573)
- 1672 - Samuel Cooper, pittore inglese (n. 1609)
- 1678 - Niccolò Gherardini, biografo italiano (n. 1604)
- 1680 - Jonas Shish, ingegnere britannico (n. 1605)
- 1687 - Vespasiano Gonzaga, militare italiano (n. 1621)
- 1700 - Angelo Italia, gesuita, urbanista e architetto italiano (n. 1628)

## XVIII secolo(22)
- 1705 - Leopoldo I d'Asburgo, imperatore (n. 1640)
- 1712 - Heinrich Hinsch, librettista tedesco (n. 1650)
- 1714 - Carlo di Borbone-Francia, nobile francese (n. 1686)
- 1716 - Antonio Lante Montefeltro della Rovere, II duca di Bomarzo, nobile italiano (n. 1648)
- 1716 - Paolo Pagani, pittore italiano (n. 1655)
- 1720 - Giovanni Agostino Cassana, pittore italiano
- 1724 - Sebastiano Antonio Tanara, cardinale, arcivescovo cattolico e diplomatico italiano (n. 1650)
- 1741 - Eleonore von Lobkowicz, nobile boema (n. 1682)
- 1742 - Elisabetta Pilotti Schiavonetti, soprano italiano
- 1743 - Dorothea Maria Graff, pittrice, disegnatrice e illustratrice tedesca (n. 1678)
- 1754 - Giovan Battista Caniana, architetto e scultore italiano (n. 1671)
- 1759 - Anton Dorazil, scultore boemo
- 1760 - Laurence Shirley, IV conte Ferrers, nobile e assassino britannico (n. 1720)
- 1766 - Olof Arenius, pittore svedese (n. 1701)
- 1766 - Jean Astruc, medico francese (n. 1684)
- 1778 - Scipione Ardoino Alcontres, arcivescovo cattolico italiano (n. 1715)
- 1782 - Bernardino Giraud, cardinale e arcivescovo cattolico italiano (n. 1721)
- 1789 - Giuseppe Baretti, critico letterario, traduttore e poeta italiano (n. 1719)
- 1791 - Pierre-Thomas-Nicolas Hurtaut, scrittore e storico francese (n. 1719)
- 1792 - Giuseppe Rota, presbitero e letterato italiano (n. 1720)
- 1795 - Alessandro Vanni, letterato, poeta e politico italiano (n. 1717)
- 1796 - Alexandre Marie Léonor de Saint-Mauris de Montbarrey, politico e nobile francese (n. 1732)

## XIX secolo(76)
- 1804 - Antonio José Cavanilles, botanico spagnolo (n. 1745)
- 1805 - Antonino Barcellona, presbitero e teologo italiano (n. 1726)
- 1807 - Napoleone Carlo Bonaparte, principe francese (n. 1802)
- 1808 - Pierre Jean Georges Cabanis, medico, fisiologo e filosofo francese (n. 1757)
- 1809 - Berek Joselewicz, militare polacco (n. 1764)
- 1812 - Augusto Cristiano di Anhalt-Köthen, principe tedesco (n. 1769)
- 1814 - Jacob Sieberer, militare austriaco (n. 1766)
- 1819 - Jacopo Morelli, religioso e bibliotecario italiano (n. 1745)
- 1820 - Antoine-François Delandine, scrittore francese (n. 1756)
- 1821 - Napoleone Bonaparte, politico e generale francese (n. 1769)
- 1825 - Louis Marie de Milet de Mureau, politico, generale e nobile francese (n. 1751)
- 1827 - Federico Augusto I, re (n. 1750)
- 1827 - Legh Richmond, religioso e scrittore inglese (n. 1772)
- 1831 - Joseph Sidney Yorke, politico e ammiraglio inglese (n. 1768)
- 1836 - Nunzio Sulprizio, operaio e artigiano italiano (n. 1817)
- 1837 - Nicola Antonio Zingarelli, compositore italiano (n. 1752)
- 1839 - Eduard Gans, giurista e filosofo tedesco (n. 1797)
- 1842 - Charlotte Gordon, nobildonna britannica (n. 1768)
- 1842 - Théodore Edme Mionnet, numismatico francese (n. 1770)
- 1842 - Karl Wilhelm von Toll, generale e nobile russo (n. 1777)
- 1849 - Tommaso Bandini, scultore italiano (n. 1807)
- 1849 - Vicente Salvá, grammatico e editore spagnolo (n. 1786)
- 1851 - Philip Hone, politico statunitense (n. 1780)
- 1852 - Elijah Hunt Mills, politico statunitense (n. 1776)
- 1854 - Vincenzo Scarpa, presbitero italiano (n. 1790)
- 1857 - Caterina Cittadini, religiosa italiana (n. 1801)
- 1859 - Peter Gustav Lejeune Dirichlet, matematico tedesco (n. 1805)
- 1859 - Costanzo Gazzera, archeologo e politico italiano (n. 1778)
- 1859 - Charles Robert Leslie, pittore statunitense (n. 1794)
- 1860 - Emanuele Bellia, avvocato, giurista e politico italiano (n. 1791)
- 1863 - Paolo Emilio Beretta, politico italiano (n. 1817)
- 1863 - Francesco Nullo, patriota e militare italiano (n. 1826)
- 1863 - Wacław Żyliński, arcivescovo cattolico lituano (n. 1803)
- 1868 - Nicolò de Miniussi, generale e diplomatico austriaco (n. 1788)
- 1869 - Andreas Faye, presbitero e storico norvegese (n. 1802)
- 1870 - Giovanni Regis, magistrato e politico italiano (n. 1792)
- 1871 - Henri de La Tour d'Auvergne-Lauraguais, politico e diplomatico francese (n. 1823)
- 1873 - Albert Goblet d'Alviella, militare e politico belga (n. 1790)
- 1873 - Sebastiano Mondolfo, banchiere e filantropo italiano (n. 1796)
- 1874 - Charles Gleyre, pittore svizzero (n. 1806)
- 1876 - Luigi Genina, politico italiano (n. 1806)
- 1876 - Frederick Thomas Green, esploratore canadese (n. 1829)
- 1876 - Luis de la Lastra y Cuesta, cardinale e arcivescovo cattolico spagnolo (n. 1803)
- 1879 - Félix Charles Douay, generale francese (n. 1816)
- 1879 - Giovanni Battista Michelini, politico, giornalista e avvocato italiano (n. 1797)
- 1881 - Ansel Briggs, politico statunitense (n. 1806)
- 1881 - Giovan Battista Formentini, patriota e politico italiano (n. 1808)
- 1881 - Adalbert Kuhn, linguista e filologo tedesco (n. 1812)
- 1881 - William Ross Wallace, poeta statunitense (n. 1819)
- 1883 - Karl Friedrich Heusinger, patologo tedesco (n. 1792)
- 1883 - Louis Viardot, critico letterario, impresario teatrale e traduttore francese (n. 1800)
- 1884 - Emilie Bieber, fotografa tedesca (n. 1810)
- 1884 - Francisco Diez Canseco, politico peruviano (n. 1821)
- 1885 - Raffaele Garrucci, gesuita, numismatico e archeologo italiano (n. 1812)
- 1885 - Lauro Rossi, compositore italiano (n. 1810)
- 1886 - Josef Albert, fotografo tedesco (n. 1825)
- 1886 - Henri Legrand du Saulle, psichiatra francese (n. 1830)
- 1887 - Germano Malinverni, politico italiano (n. 1802)
- 1889 - Enrico Albanese, patriota e chirurgo italiano (n. 1834)
- 1889 - Samuel Brannan, politico e giornalista statunitense (n. 1819)
- 1890 - Emilio Naudin, tenore italiano (n. 1823)
- 1890 - Joseph-Nicolas Robert-Fleury, pittore francese (n. 1797)
- 1891 - Achille Sansi, storico e funzionario italiano (n. 1822)
- 1892 - Alfred Grévin, disegnatore e scultore francese (n. 1827)
- 1892 - August Wilhelm von Hofmann, chimico tedesco (n. 1818)
- 1894 - Tommaso Simonelli, avvocato e politico italiano
- 1895 - John Absolon, pittore inglese (n. 1815)
- 1895 - Julia Stephen, filantropa inglese (n. 1846)
- 1895 - Carl Vogt, filosofo e zoologo tedesco (n. 1817)
- 1896 - Vera Petrovna Želichovskaja, scrittrice russa (n. 1835)
- 1898 - Marius Gabriel Cazemajou, militare e esploratore francese (n. 1864)
- 1898 - Gerolamo Trenti, pittore italiano (n. 1824)
- 1899 - Benedetto Ponticelli, patriota e politico italiano (n. 1840)
- 1900 - Ivan Konstantinovič Ajvazovskij, pittore russo (n. 1817)
- 1900 - Johann Evangelist Haller, cardinale e arcivescovo cattolico austriaco (n. 1825)
- 1900 - Pietro Scarpis, notaio e patriota italiano (n. 1832)

## XX secolo(244)
- 1901 - Giuseppe Giraldi, botanico e religioso italiano (n. 1848)
- 1901 - Jules Laurens, pittore e litografo francese (n. 1825)
- 1901 - Mariano Ignacio Prado, politico peruviano (n. 1826)
- 1902 - Michael Augustine Corrigan, arcivescovo cattolico statunitense (n. 1839)
- 1902 - Bret Harte, scrittore e poeta statunitense (n. 1836)
- 1904 - Mór Jókai, scrittore e drammaturgo ungherese (n. 1825)
- 1905 - Annibale Boni, politico e generale italiano (n. 1824)
- 1905 - Evaristo de Chirico, ingegnere italiano (n. 1841)
- 1905 - José Ramón Fernández de Luanco, letterato spagnolo (n. 1825)
- 1905 - Teresa Cibele Legnazzi, patriota italiana (n. 1829)
- 1905 - Ernst Pauer, pianista, compositore e docente austriaco (n. 1826)
- 1907 - Şeker Ahmed Pascià, militare e pittore ottomano (n. 1841)
- 1907 - Edoardo Brizio, archeologo italiano (n. 1846)
- 1907 - Bartolomeo Cabella, ingegnere e dirigente d'azienda italiano (n. 1847)
- 1908 - Albert Auguste Cochon de Lapparent, geologo francese (n. 1839)
- 1909 - Bindon Stoney, ingegnere e astronomo irlandese (n. 1828)
- 1910 - Francesco Ballerini, egittologo e archeologo italiano (n. 1877)
- 1912 - Émile Decombes, pianista e docente francese (n. 1829)
- 1912 - Rafael Pombo, poeta, scrittore e linguista colombiano (n. 1833)
- 1912 - Federico Rossano, pittore italiano (n. 1835)
- 1913 - Henry Moret, pittore francese (n. 1856)
- 1914 - Vincenzo Giglio, mafioso italiano (n. 1880)
- 1915 - Adolf von Koenen, geologo tedesco (n. 1837)
- 1916 - John MacBride, rivoluzionario irlandese (n. 1868)
- 1916 - Maurice Raoul-Duval, giocatore di polo francese (n. 1877)
- 1917 - Alexandre Séon, pittore francese (n. 1855)
- 1918 - Giovanni Nicelli, militare e aviatore italiano (n. 1893)
- 1918 - Georges Ohnet, letterato e scrittore francese (n. 1848)
- 1919 - Max Herz Pascià, architetto e storico dell'arte ungherese (n. 1856)
- 1919 - Errico De Marinis, politico e avvocato italiano (n. 1863)
- 1920 - Charles-Ange Laisant, politico e matematico francese (n. 1841)
- 1921 - Alfred Hermann Fried, giornalista e esperantista austriaco (n. 1864)
- 1921 - William Friese-Greene, regista, fotografo e inventore inglese (n. 1855)
- 1922 - Justin-Miranda-René Benoît, fisico francese (n. 1844)
- 1922 - Carl Sofus Lumholtz, esploratore, etnologo e naturalista norvegese (n. 1851)
- 1922 - Ernesto Stassano, ingegnere italiano (n. 1859)
- 1923 - Rosario de Acuña y Villanueva de la Iglesia, scrittrice spagnola (n. 1850)
- 1925 - Tomé de Barros Queirós, politico portoghese (n. 1872)
- 1925 - Otto Lohse, compositore e direttore d'orchestra tedesco (n. 1859)
- 1925 - Noè Marullo, scultore italiano (n. 1857)
- 1926 - Franz von Soxhlet, chimico tedesco (n. 1848)
- 1928 - Georges Passerieu, ciclista su strada e pistard francese (n. 1885)
- 1930 - Paul Chocarne-Moreau, pittore francese (n. 1855)
- 1930 - Virginio Retali, matematico italiano (n. 1853)
- 1931 - Basilio Pompilj, cardinale e arcivescovo cattolico italiano (n. 1858)
- 1931 - Edward Seymour, XVI duca di Somerset, nobile britannico (n. 1860)
- 1932 - Hilda Clark, modella e attrice teatrale statunitense (n. 1872)
- 1935 - Augusto Sezanne, pittore italiano (n. 1856)
- 1936 - Marianne Hainisch, attivista austriaca (n. 1839)
- 1937 - Camillo Berneri, filosofo, scrittore e anarchico italiano (n. 1897)
- 1937 - Şehzade Mehmed Selim, principe ottomano (n. 1870)
- 1939 - Giuseppe Angelillo, militare italiano (n. 1899)
- 1940 - Edgar Adams, nuotatore, tuffatore e numismatico statunitense (n. 1868)
- 1940 - Georg Graf von Arco, fisico e imprenditore tedesco (n. 1869)
- 1940 - Giovanni Bagaini, giornalista italiano (n. 1865)
- 1941 - Oliver T. Marsh, direttore della fotografia statunitense (n. 1892)
- 1942 - Hermann von der Lieth-Thomsen, generale tedesco (n. 1867)
- 1942 - Edoardo Salazar, militare e politico italiano (n. 1868)
- 1942 - Qemal Stafa, politico albanese (n. 1920)
- 1942 - Aldo Turinetto, militare italiano (n. 1919)
- 1943 - André Maurel, giornalista e scrittore francese (n. 1863)
- 1943 - Piero Ragaglia, calciatore italiano (n. 1903)
- 1944 - Glorio Della Vecchia, carabiniere, militare e partigiano italiano (n. 1919)
- 1944 - Bertha Benz, imprenditrice tedesca (n. 1849)
- 1944 - Cesare Vivante, giurista e avvocato italiano (n. 1855)
- 1945 - Tytus Czyżewski, scrittore e pittore polacco (n. 1885)
- 1945 - Otto-Heinrich Drechsler, militare, politico e dentista tedesco (n. 1895)
- 1945 - Josef Gangl, militare e antifascista tedesco (n. 1910)
- 1945 - Franz Hofer, regista, sceneggiatore e produttore cinematografico tedesco (n. 1882)
- 1945 - Emanuel Moravec, ufficiale e scrittore ceco (n. 1893)
- 1945 - Pietro Salvo, politico italiano (n. 1891)
- 1945 - Gino Tommasi, ingegnere e partigiano italiano (n. 1895)
- 1946 - Lothar König, presbitero e filosofo tedesco (n. 1906)
- 1948 - Sextil Pușcariu, linguista, filologo e politico rumeno (n. 1877)
- 1948 - Austin Roberts, zoologo sudafricano (n. 1883)
- 1949 - Carlo Felice Trossi, pilota automobilistico e nobile italiano (n. 1908)
- 1950 - Henry Boardman Conover, ornitologo statunitense (n. 1892)
- 1951 - Eddie Dunn, attore statunitense (n. 1896)
- 1951 - John Flynn, pastore protestante australiano (n. 1880)
- 1951 - Larry Grey, attore e illusionista britannico (n. 1895)
- 1952 - Alberto Savinio, scrittore, pittore e drammaturgo italiano (n. 1891)
- 1953 - Robert Lloyd Praeger, naturalista e storico irlandese (n. 1865)
- 1954 - Carlo Aru, storico dell'arte italiano (n. 1881)
- 1954 - Henri Laurens, illustratore e scultore francese (n. 1885)
- 1954 - Giovanni Battista Trener, geologo italiano (n. 1877)
- 1955 - Enea Mattei, imprenditore, ingegnere e filantropo italiano (n. 1887)
- 1955 - Anna Petrovna Ostroumova-Lebedeva, pittrice e incisore russa (n. 1871)
- 1956 - Miklós Nyiszli, medico ungherese (n. 1901)
- 1956 - Russell Shearman, effettista statunitense (n. 1908)
- 1957 - Ugo Gallo, ispanista, traduttore e poeta italiano (n. 1905)
- 1957 - Michail Fabianovič Gnesin, compositore russo (n. 1883)
- 1957 - Joseph W. Kennedy, chimico statunitense (n. 1916)
- 1957 - Georges Lorgeou, ciclista su strada francese (n. 1883)
- 1957 - Leopold Löwenheim, logico e matematico tedesco (n. 1878)
- 1958 - Otto Abetz, diplomatico e generale tedesco (n. 1903)
- 1958 - Vincenzo Agusta, imprenditore e dirigente sportivo italiano (n. 1909)
- 1958 - James Branch Cabell, scrittore statunitense (n. 1879)
- 1959 - Adolf Lindfors, lottatore finlandese (n. 1879)
- 1959 - Carlos Saavedra Lamas, giurista e politico argentino (n. 1878)
- 1959 - Myron Charles Taylor, imprenditore e diplomatico statunitense (n. 1874)
- 1960 - Maurice Bouvet, psicoanalista francese (n. 1911)
- 1960 - Cosimo Cristina, giornalista italiano (n. 1935)
- 1960 - Peter Hardie, pallanuotista britannico (n. 1921)
- 1960 - Steen Lerche Olsen, ginnasta danese (n. 1886)
- 1961 - Alessandro Fantini, ciclista su strada italiano (n. 1932)
- 1962 - Mario Orgero, calciatore, pesista e discobolo italiano (n. 1903)
- 1963 - Luigi Almirante, attore e comico italiano (n. 1884)
- 1963 - Paul Feierstein, calciatore lussemburghese (n. 1903)
- 1964 - Jindřich Baumruk, calciatore boemo (n. 1881)
- 1964 - Eugène Olivier, schermidore francese (n. 1881)
- 1965 - Mario Buccellati, orafo, gioielliere e imprenditore italiano (n. 1891)
- 1965 - Archie MacDonald, lottatore britannico (n. 1895)
- 1965 - John Waters, regista statunitense (n. 1893)
- 1966 - Ferdinando Carlesi, traduttore, critico letterario e scrittore italiano (n. 1879)
- 1967 - Owen Thomas Jones, geologo gallese (n. 1878)
- 1967 - Théodore Ruyssen, filosofo e pacifista francese (n. 1868)
- 1967 - Eugenio Staccione, calciatore italiano (n. 1909)
- 1967 - Frances Gillespy Wickes, psicologa e scrittrice statunitense (n. 1875)
- 1968 - Albert Dekker, attore statunitense (n. 1905)
- 1968 - Rosalie Slaughter Morton, medico e chirurgo statunitense (n. 1876)
- 1968 - Martino Trulli, avvocato e politico italiano (n. 1894)
- 1968 - Massimo Adolfo Vitale, storico e romanziere italiano (n. 1885)
- 1969 - Paul Gailly, pallanuotista belga (n. 1894)
- 1969 - Giacomo Marassi, calciatore italiano (n. 1886)
- 1969 - Osman Seidu, calciatore ghanese (n. 1936)
- 1969 - Louis Tessier, calciatore francese (n. 1889)
- 1970 - Montagu Christie Butler, musicista e esperantista britannico (n. 1884)
- 1970 - Edna Mayo, attrice statunitense (n. 1895)
- 1970 - Giovanni Battista Picotti, storico italiano (n. 1878)
- 1971 - Pietro Ferreri, politico italiano (n. 1899)
- 1971 - Violet Jessop, infermiera britannica (n. 1887)
- 1971 - William David Ross, filosofo e filologo britannico (n. 1877)
- 1971 - Pietro Scaglione, magistrato italiano (n. 1906)
- 1971 - Mitsumi Shimizu, ammiraglio giapponese (n. 1888)
- 1971 - Alice Tissot, attrice francese (n. 1890)
- 1972 - Roger Courtois, calciatore e allenatore di calcio francese (n. 1912)
- 1972 - Reverendo Gary Davis, compositore, cantante e chitarrista statunitense (n. 1896)
- 1972 - Franco Indovina, regista cinematografico italiano (n. 1932)
- 1972 - Charles Mayer, pugile statunitense (n. 1882)
- 1972 - Josep Samitier, calciatore e allenatore di calcio spagnolo (n. 1902)
- 1972 - Martiros Sergeevič Sar'jan, pittore sovietico (n. 1880)
- 1972 - Frank Tashlin, regista cinematografico e sceneggiatore statunitense (n. 1913)
- 1973 - Lionello Fiumi, poeta italiano (n. 1894)
- 1975 - Carlo Campolmi, partigiano italiano (n. 1901)
- 1975 - Nils Eriksen, allenatore di calcio e calciatore norvegese (n. 1911)
- 1975 - Siegfried Hausner, terrorista tedesco (n. 1952)
- 1975 - Kenneth Keating, politico, avvocato e giudice statunitense (n. 1900)
- 1975 - Ladislao Mittner, germanista, critico letterario e filologo italiano (n. 1902)
- 1975 - Vera Volkova, ballerina e insegnante russa (n. 1905)
- 1976 - Alessandro Buttè, sindacalista e politico italiano (n. 1903)
- 1976 - Haroldo Conti, scrittore e giornalista argentino (n. 1925)
- 1977 - Erich Campe, pugile tedesco (n. 1912)
- 1977 - Thorvald Eigenbrod, hockeista su prato danese (n. 1892)
- 1977 - Ludwig Erhard, politico tedesco (n. 1897)
- 1977 - Teresio Traversa, calciatore italiano (n. 1915)
- 1978 - Lu Synd, attrice tedesca (n. 1886)
- 1979 - Bertie Fulton, calciatore nordirlandese (n. 1906)
- 1979 - Hilda Heinemann, tedesca (n. 1896)
- 1979 - Rudolf Pfeiffer, filologo classico e grecista tedesco (n. 1889)
- 1979 - Allene Ray, attrice statunitense (n. 1901)
- 1980 - Marius Hansen, ginnasta danese (n. 1890)
- 1980 - Romolo Landi, politico italiano (n. 1909)
- 1981 - Alphonse Indelicato, mafioso statunitense (n. 1931)
- 1981 - Jiří Křižák, calciatore cecoslovacco (n. 1924)
- 1981 - Emanuele Samek Lodovici, filosofo italiano (n. 1942)
- 1981 - Bobby Sands, attivista e politico nordirlandese (n. 1954)
- 1982 - Irmgard Keun, scrittrice tedesca (n. 1905)
- 1982 - Alfredo Massari, allenatore di calcio e calciatore italiano (n. 1903)
- 1982 - Cal Tjader, musicista statunitense (n. 1925)
- 1982 - Giorgio Vale, terrorista italiano (n. 1961)
- 1983 - Anton Buttigieg, politico e poeta maltese (n. 1912)
- 1983 - Richard Hofmann, calciatore tedesco (n. 1906)
- 1983 - Étienne Lamotte, presbitero, storico delle religioni e orientalista belga (n. 1903)
- 1983 - Horst Schumann, medico tedesco (n. 1906)
- 1983 - John Williams, attore britannico (n. 1903)
- 1983 - Josef Čapek, calciatore cecoslovacco (n. 1902)
- 1984 - Bruno Bonazzelli, ingegnere e divulgatore scientifico italiano (n. 1895)
- 1984 - Mihály Bozsi, pallanuotista ungherese (n. 1911)
- 1984 - Pierre-Maxime Schuhl, filosofo francese (n. 1902)
- 1984 - Gustave Singier, pittore, incisore e decoratore belga (n. 1909)
- 1984 - Takayoshi Yoshioka, velocista giapponese (n. 1909)
- 1985 - Donald Bailey, ingegnere britannico (n. 1901)
- 1985 - Ferruccio Rossi-Landi, filosofo e semiologo italiano (n. 1921)
- 1986 - Bill Cook, hockeista su ghiaccio canadese (n. 1895)
- 1986 - Käte Haack, attrice tedesca (n. 1897)
- 1986 - Enzo Liberti, attore, doppiatore e regista italiano (n. 1926)
- 1987 - Werner Buchwalder, ciclista su strada svizzero (n. 1914)
- 1987 - Phil Woolpert, cestista e allenatore di pallacanestro statunitense (n. 1915)
- 1988 - Harold Hull, cestista statunitense (n. 1920)
- 1988 - George Rose, attore britannico (n. 1920)
- 1988 - Michael Shaara, scrittore statunitense (n. 1928)
- 1988 - Ferruccio Vignanelli, organista italiano (n. 1903)
- 1989 - Jón Ingi Guðmundsson, pallanuotista islandese (n. 1909)
- 1989 - Mary Leo, religiosa e insegnante neozelandese (n. 1895)
- 1989 - Wolfgang Neuss, attore e cabarettista tedesco (n. 1923)
- 1989 - Angelo Romanò, politico, scrittore e dirigente d'azienda italiano (n. 1920)
- 1989 - William Wheeler, politico statunitense (n. 1915)
- 1990 - Walter Bruch, ingegnere tedesco (n. 1908)
- 1990 - Baby Lillian Wade, attrice statunitense (n. 1907)
- 1991 - Theo Pinkus, pubblicista e editore svizzero (n. 1909)
- 1991 - Francesco Rier, calciatore italiano (n. 1908)
- 1991 - Richard A. Teague, designer statunitense (n. 1923)
- 1992 - Beppino Disertori, psichiatra, filosofo e politico italiano (n. 1907)
- 1992 - Ramón Mutis, calciatore argentino (n. 1899)
- 1992 - Jean-Claude Pascal, cantante, attore e stilista francese (n. 1927)
- 1993 - Georges Carrier, cestista francese (n. 1910)
- 1993 - Jean Földeák, lottatore tedesco (n. 1903)
- 1993 - Irving Howe, critico letterario statunitense (n. 1920)
- 1993 - Libero Lenti, statistico e economista italiano (n. 1906)
- 1993 - Antonio Spavone, mafioso italiano (n. 1926)
- 1994 - Alessandro Conti, storico dell'arte italiano (n. 1946)
- 1994 - Joe Layton, coreografo statunitense (n. 1931)
- 1994 - Mário Quintana, poeta e scrittore brasiliano (n. 1906)
- 1994 - Louise Troy, attrice statunitense (n. 1933)
- 1995 - Anthony Wagner, genealogista inglese (n. 1908)
- 1995 - Michail Botvinnik, scacchista e ingegnere sovietico (n. 1911)
- 1995 - Giannina Censi, ballerina e coreografa italiana (n. 1913)
- 1995 - Ilio DiPaolo, wrestler italiano (n. 1926)
- 1995 - Juan Nuño, filosofo venezuelano (n. 1927)
- 1995 - Alastair Pilkington, ingegnere, inventore e imprenditore inglese (n. 1920)
- 1996 - Ai Qing, poeta e pittore cinese (n. 1910)
- 1996 - Elisabetta Fiorentini, scrittrice e giornalista italiana (n. 1933)
- 1996 - Aldo Vettori, calciatore e allenatore di calcio italiano (n. 1903)
- 1997 - Giulio Balestrini, calciatore italiano (n. 1907)
- 1997 - George Burns, generale britannico (n. 1911)
- 1997 - Walter Gotell, attore tedesco (n. 1924)
- 1997 - John Edwards Hill, zoologo britannico (n. 1928)
- 1997 - Frank Moss, calciatore inglese (n. 1917)
- 1998 - Bice Bisordi, scultrice italiana (n. 1905)
- 1998 - Juan Gimeno, ciclista su strada spagnolo (n. 1913)
- 1998 - Marco Mattiucci, militare e vigile del fuoco italiano (n. 1967)
- 1998 - Tommy McCook, sassofonista giamaicano (n. 1927)
- 1998 - Frithjof Schuon, filosofo e mistico svizzero (n. 1907)
- 1998 - Paul Seymour, cestista e allenatore di pallacanestro statunitense (n. 1928)
- 1998 - Marek Sobczyński, cestista polacco (n. 1963)
- 1999 - Adelmo Capelli, allenatore di calcio e calciatore italiano (n. 1937)
- 1999 - Dušan Radojčić, cestista e allenatore di pallacanestro jugoslavo (n. 1931)
- 1999 - Rodrigo Ruiz Zárate, calciatore messicano (n. 1923)
- 2000 - Edward Ashley, attore australiano (n. 1904)
- 2000 - Gino Bartali, ciclista su strada e dirigente sportivo italiano (n. 1914)
- 2000 - Dante Canè, pugile italiano (n. 1940)
- 2000 - Patrick Castagne, musicista e compositore trinidadiano (n. 1916)
- 2000 - Massimo Mangano, allenatore di pallacanestro e giornalista italiano (n. 1950)
- 2000 - Bill Musselman, allenatore di pallacanestro statunitense (n. 1940)

## XXI secolo(139)
- 2001 - Paul Bùi Chu Tạo, vescovo cattolico vietnamita (n. 1909)
- 2001 - Boozoo Chavis, fisarmonicista e cantante statunitense (n. 1930)
- 2001 - Francisco Figueroa, pallanuotista uruguaiano (n. 1906)
- 2001 - Bill Homeier, pilota automobilistico statunitense (n. 1918)
- 2001 - Aleksandr Petrov, cestista sovietico (n. 1939)
- 2002 - Edmondo Amati, produttore cinematografico italiano (n. 1920)
- 2002 - Hugo Banzer Suárez, generale e politico boliviano (n. 1926)
- 2002 - Clarence Seignoret, politico dominicense (n. 1919)
- 2002 - Domenico Sesta, ingegnere italiano (n. 1937)
- 2002 - George Sidney, regista e produttore cinematografico statunitense (n. 1916)
- 2002 - Jimmy Smith, cestista e attivista statunitense (n. 1934)
- 2002 - Jacques Spagnoli, calciatore svizzero (n. 1914)
- 2002 - Čestmír Vycpálek, allenatore di calcio e calciatore cecoslovacco (n. 1921)
- 2003 - Alfredo Caprari, politico italiano (n. 1937)
- 2003 - Marco Costantini, incisore italiano (n. 1915)
- 2003 - Ratko Đokić, mafioso montenegrino
- 2003 - Ilse Keydel, schermitrice tedesca (n. 1921)
- 2003 - Ferdinando Meomartini, giornalista, pilota automobilistico e saggista italiano (n. 1908)
- 2003 - Giuseppe Mettica, calciatore italiano (n. 1919)
- 2003 - Sultan Rachmanov, sollevatore sovietico (n. 1950)
- 2003 - Walter Sisulu, politico sudafricano (n. 1912)
- 2004 - Coxsone Dodd, produttore discografico giamaicano (n. 1932)
- 2004 - Nando Martellini, giornalista italiano (n. 1921)
- 2004 - Ritsuko Okazaki, cantante giapponese (n. 1959)
- 2004 - David Reimer, canadese (n. 1965)
- 2004 - Marco Rostagno, fumettista, illustratore e pittore italiano (n. 1935)
- 2005 - Carlo Castagnoli, fisico italiano (n. 1924)
- 2005 - Elisabeth Fraser, attrice statunitense (n. 1920)
- 2005 - Édgar Ponce, attore e ballerino messicano (n. 1974)
- 2005 - Magdolna Nyári-Kovács, schermitrice ungherese (n. 1921)
- 2006 - Aglaé Ernesta Giorgio, cestista brasiliana (n. 1930)
- 2006 - Toni De Gregorio, regista e sceneggiatore italiano (n. 1931)
- 2006 - Andrea Frazzi, regista e sceneggiatore italiano (n. 1944)
- 2006 - Naushad, compositore indiano (n. 1919)
- 2006 - Orazio Sapienza, sindacalista e politico italiano (n. 1935)
- 2007 - Mario Tanassi, politico italiano (n. 1916)
- 2007 - ʿAbd al-Majīd bin ʿAbd al-ʿAzīz Āl Saʿūd, politico saudita (n. 1942)
- 2008 - Pak Kyongni, scrittrice sudcoreana (n. 1926)
- 2008 - Mildred Loving, attivista statunitense (n. 1939)
- 2008 - Witold Woyda, schermidore polacco (n. 1939)
- 2009 - Pompeo Fattor, fondista italiano (n. 1933)
- 2009 - Jole Voleri, attrice italiana (n. 1917)
- 2010 - Danny Chandler, pilota motociclistico statunitense (n. 1959)
- 2010 - Alessandra Codazzi, politica, sindacalista e partigiana italiana (n. 1921)
- 2010 - Marcello Costalunga, arcivescovo cattolico italiano (n. 1925)
- 2010 - Nate DeLong, cestista e allenatore di pallacanestro statunitense (n. 1926)
- 2010 - Harry Siljander, pugile finlandese (n. 1922)
- 2010 - Giulietta Simionato, mezzosoprano italiano (n. 1910)
- 2010 - Loris Stafoggia, arbitro di calcio e dirigente sportivo italiano (n. 1955)
- 2010 - Umaru Yar'Adua, politico nigeriano (n. 1951)
- 2011 - Alice Bridges, nuotatrice statunitense (n. 1916)
- 2011 - Claude Choules, militare e supercentenario inglese (n. 1901)
- 2011 - Andrea Geremicca, politico italiano (n. 1933)
- 2011 - Arthur Laurents, scrittore, librettista e sceneggiatore statunitense (n. 1917)
- 2011 - Yosef Mirmovich, calciatore e allenatore di calcio israeliano (n. 1924)
- 2011 - Hildegard Neumann, militare tedesca (n. 1919)
- 2011 - Nivio Sanchini, commediografo, regista e attore italiano (n. 1936)
- 2011 - Dana Wynter, attrice britannica (n. 1931)
- 2011 - Juan Zubiaurre, calciatore spagnolo (n. 1936)
- 2012 - Stevan Bena, calciatore e allenatore di calcio jugoslavo (n. 1935)
- 2012 - Carlo Giovanni Bernadotte, nobile svedese (n. 1916)
- 2012 - Richard Dukeshire, allenatore di pallacanestro statunitense (n. 1933)
- 2012 - Aatos Erkko, giornalista e editore finlandese (n. 1932)
- 2012 - George Knobel, allenatore di calcio olandese (n. 1922)
- 2012 - Ali Uras, cestista e dirigente sportivo turco (n. 1923)
- 2012 - Ivica Šangulin, allenatore di calcio e calciatore croato (n. 1937)
- 2013 - Cristina Conchiglia, sindacalista e politica italiana (n. 1923)
- 2013 - Rossella Falk, attrice italiana (n. 1926)
- 2013 - Sarah Kirsch, poetessa tedesca (n. 1935)
- 2013 - Robert Ressler, militare, poliziotto e criminologo statunitense (n. 1937)
- 2013 - Jack Turner, cestista statunitense (n. 1939)
- 2014 - Maurizio De Luca, giornalista e scrittore italiano (n. 1943)
- 2014 - István Major, altista ungherese (n. 1949)
- 2014 - Gennaro Petrone, musicista e compositore italiano (n. 1958)
- 2014 - Wilbur Trosch, cestista e allenatore di pallacanestro statunitense (n. 1938)
- 2015 - Phyllis Curtin, soprano e docente statunitense (n. 1921)
- 2015 - Craig Gruber, bassista statunitense (n. 1951)
- 2015 - Hans Jansen, scrittore e politico olandese (n. 1942)
- 2015 - Ottavio Spano, politico italiano (n. 1923)
- 2016 - Benito Cocchi, arcivescovo cattolico italiano (n. 1934)
- 2016 - Marie Noe, assassina seriale statunitense (n. 1928)
- 2016 - Romalı Perihan, soprano e attrice turca (n. 1942)
- 2016 - Siné, giornalista e disegnatore francese (n. 1928)
- 2016 - Isao Tomita, compositore, tastierista e arrangiatore giapponese (n. 1932)
- 2017 - Adolph Kiefer, nuotatore statunitense (n. 1918)
- 2017 - Bernard Mitton, tennista sudafricano (n. 1954)
- 2017 - Luigi Ramponi, generale e politico italiano (n. 1930)
- 2017 - Ely Ould Mohamed Vall, militare e politico mauritano (n. 1953)
- 2018 - Michele Castoro, arcivescovo cattolico italiano (n. 1952)
- 2018 - Adolfo Lastretti, attore e doppiatore italiano (n. 1937)
- 2018 - Lambert Maassen, calciatore olandese (n. 1941)
- 2018 - Vittorio Virgili, imprenditore italiano (n. 1940)
- 2019 - Remo Bracchi, religioso, poeta e glottologo italiano (n. 1943)
- 2019 - Philippe Carrese, regista, disegnatore e scrittore francese (n. 1956)
- 2019 - Giorgio Draskovic, produttore cinematografico italiano (n. 1949)
- 2019 - Henry E. Holt, astronomo statunitense (n. 1929)
- 2019 - Dagmar Hubálková, cestista cecoslovacca (n. 1932)
- 2019 - Dick Retherford, cestista statunitense (n. 1930)
- 2019 - Roberto Visconti, politico e architetto italiano (n. 1930)
- 2020 - Aleksandar Blašković, cestista jugoslavo (n. 1929)
- 2020 - Renato Brito Cunha, allenatore di pallacanestro e dirigente sportivo brasiliano
- 2020 - Jan Halvarsson, fondista svedese (n. 1942)
- 2020 - Connie Rea, cestista statunitense (n. 1931)
- 2020 - Mimmo Sepe, attore e comico italiano (n. 1955)
- 2020 - Millie Small, cantante giamaicana (n. 1947)
- 2021 - Abelardo González, calciatore spagnolo (n. 1944)
- 2021 - Bertil Johansson, allenatore di calcio e calciatore svedese (n. 1935)
- 2021 - George Jung, criminale statunitense (n. 1942)
- 2021 - Philipose Mar Chrysostom, vescovo cristiano orientale indiano (n. 1917)
- 2021 - Georgij Prokopenko, nuotatore sovietico (n. 1937)
- 2021 - Alfredo Zanellato, pittore e scultore italiano (n. 1931)
- 2022 - Umberto Coldagelli, storico italiano (n. 1931)
- 2022 - Ronald Lopatni, pallanuotista jugoslavo (n. 1944)
- 2022 - Théodore Zué Nguéma, calciatore e allenatore di calcio gabonese (n. 1973)
- 2022 - José Luis Violeta, calciatore spagnolo (n. 1941)
- 2022 - Kenneth Welsh, attore canadese (n. 1942)
- 2022 - Leo Wilden, calciatore tedesco (n. 1936)
- 2023 - Carlos Arregui, calciatore argentino (n. 1954)
- 2023 - Ilse Buding, tennista tedesca (n. 1939)
- 2023 - Samuel Durrance, astronauta e astrofisico statunitense (n. 1943)
- 2023 - Haidar Haidar, scrittore e attivista siriano (n. 1936)
- 2023 - Arsenio Iglesias, calciatore e allenatore di calcio spagnolo (n. 1930)
- 2023 - Ljudmila Jedeleva, cestista sovietica (n. 1939)
- 2023 - Siiri Rantanen, fondista finlandese (n. 1924)
- 2023 - Nikolaj Rogožkin, cestista russo (n. 1993)
- 2023 - Philippe Sollers, scrittore, saggista e filosofo francese (n. 1936)
- 2023 - Michel Laurent, cantante francese (n. 1944)
- 2023 - Masamitsu Tsuchida, giocatore di go giapponese (n. 1944)
- 2023 - Sophia Vari, pittrice e scultrice greca (n. 1940)
- 2024 - Bernard Hill, attore britannico (n. 1944)
- 2024 - Etelka Kenéz Heka, poetessa, scrittrice e cantante ungherese (n. 1936)
- 2024 - César Luis Menotti, calciatore, allenatore di calcio e dirigente sportivo argentino (n. 1938)
- 2024 - Fausto Pajar, giornalista e scrittore italiano (n. 1948)
- 2024 - Oleksandr Pjelješenko, sollevatore ucraino (n. 1994)
- 2025 - Enrico Baleri, imprenditore, designer e progettista italiano (n. 1942)
- 2025 - Luis Galván, calciatore argentino (n. 1948)
- 2025 - Raniero Gnoli, orientalista, storico delle religioni e indologo italiano (n. 1930)
- 2025 - Giuseppe Moioli, canottiere italiano (n. 1927)
- 2025 - Joan O'Brien, attrice e cantante statunitense (n. 1936)

## Senza anno specificato(1)
- Ermentrude di Roucy, nobile francese (n. 958)